# Heliotropium hasslerianum
Heliotropium hasslerianum là loài thực vật có hoa trong họ Mồ hôi. Loài này được Chodat mô tả khoa học đầu tiên năm 1902.